# Catherine Hubback

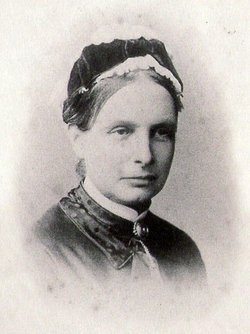
Catherine Hubback

Catherine Hubback (1818 - 25 februari 1877) was een Engels schrijfster. Ze was een dochter van Sir Francis Austen en een nicht van Jane Austen. 
Hubback begon met schrijven om haar gezin financieel te ondersteunen toen haar man vanwege een zenuwinzinking werd opgenomen in een inrichting. Ze had een paar exemplaren van onvoltooide boeken van Jane Austen in haar bezit en kende van één ervan, The Watsons, ook de plot die Austen in gedachten had gehad. In 1850 voltooide Hubback The Watsons en bracht het uit onder de titel The Younger Sister. In de jaren die volgden schreef ze zelf nog negen romans. 
In 1870 emigreerde Hubback naar de Verenigde Staten en vestigde ze zich in Californië. In 1876 verhuisde ze naar Gainesville, Virginia, waar ze in 1878 overleed. Haar romans, die tijdens haar leven redelijk populair waren, worden nu nauwelijks meer gelezen en zijn moeilijk verkrijgbaar. Haar belangrijkste bijdrage aan de literatuur is dan ook het voortzetten van de nalatenschap van Jane Austen.
- Gemeinsame Normdatei: 1016950144
- International Standard Name Identifier: 0000 0001 0798 7678
- Library of Congress Control Number: no2008033490
- Nationale Bibliotheek van Tsjechië: xx0130007
- Nederlandse Thesaurus van Auteursnamen: 331561050
- Virtual International Authority File: 31799736
- WorldCat: E39PBJrCdwcR4CmhbDwHTJmKh3